# Étienne Bally
Étienne Marcel Bally (Vénissieux, 17 aprile 1923 – Saint-Fons, 10 gennaio 2018) è stato un velocista francese, campione europeo dei 100 metri piani a Bruxelles 1950.

## Palmarès
| Anno | Manifestazione  | Sede      | Evento      | Risultato        | Prestazione | Note |
| ---- | --------------- | --------- | ----------- | ---------------- | ----------- | ---- |
| 1946 | Europei         | Oslo      | 100 m piani | 4º               | 10"8        |      |
| 1948 | Giochi olimpici | Londra    | 100 m piani | Batteria         | dnf         |      |
| 1948 | Giochi olimpici | Londra    | 200 m piani | Batteria         | n/d         |      |
| 1950 | Europei         | Bruxelles | 100 m piani | Oro              | 10"7        |      |
| 1950 | Europei         | Bruxelles | 200 m piani | Argento          | 21"8        |      |
| 1950 | Europei         | Bruxelles | 4×100 m     | Argento          | 41"8        |      |
| 1952 | Giochi olimpici | Helsinki  | 100 m piani | Quarti di finale | 10"8        |      |
| 1952 | Giochi olimpici | Helsinki  | 200 m piani | Quarti di finale | 21"8        |      |
| 1952 | Giochi olimpici | Helsinki  | 4×100 m     | 5º               | 40"9        |      |